# Månadsrytm
Månadsrytm avser en månadsvis återkommande period om 28–30 dygn och därmed sammanhängande företeelser i naturen. Perioden var ursprungligen knuten till ett fullt månvarv, månens synodiska omloppstid på ungefär 29 ½ dygn.